# 牧野由朗
牧野 由朗（まきの よしろう、1926年（大正15年）6月6日 - 2016年（平成28年）5月25日）は、日本の社会学者。専門は、地域社会学・農村社会学。愛知大学第12代学長。北京第二外国語学院名誉教授。勲三等旭日中綬章。

## 概要
入学してから、研究者として定年退職するまで一貫して愛知大学で過ごす。社会学者としては、志摩（三重県）の漁村や渥美（愛知県）の農村を対象に長らく研究をおこなっている。
愛知大学では、短大部長に始まり、文学部長、中国学術委員長、国際交流委員長、評議員、理事、理事長、学長など要職を歴任。この功績から、愛知大学から名誉教授ならびに名誉役員の称号が授与されたほか、愛知大学同窓会からも2012年に「愛知大学の隆昌発展、東亜同文書院大学のよき伝統の継承や同窓会との関係強化に尽力」したことを理由に同窓会創立60周年特別奨励賞が贈られている。

## 人物
1947年、秋田鉱山専門学校を卒業したものの、終戦に伴い技術者が大量に復員してきた影響で技術者としての就職が困難になったため、郷里である愛知県豊橋市の桜ケ丘高等女学校（現在の桜丘高等学校）で理科の教員として就職。
1952年に愛知大学文学部に編入学。1954年に卒業するも、秋葉隆文学部長より誘いを受けて、愛知大学に副手として残ることになった。なお、桜丘高校での勤務も愛知大学の学生時代、さらには就職してからもしばらくは続けていた。助手時代には 愛知大学短期大学部文科（女子部）の設立に尽力し、設立と同時に短大の専任講師となる。
のちに所属は文学部に戻り、1981年には文学部長、1988年には学長に就任する。学長就任中に法経学部の分離を3学部（法学部・経済学部・経営学部）に改組、大学院中国研究科ならびに文学研究科の設置を実現させる。また、愛知大学の前身である東亜同文書院の記念基金創設に尽力。1992年に任期満了で学長を退任。
1997年、定年を迎え愛知大学を退職、名誉教授。2001年に勲三等旭日中綬章を受章。2008年には久曾神昇（元学長）、石井吉也（元学長）、小崎昌業（元外交官）、早川勝（豊橋市長）らと共に愛知大学名誉役員となる。

## 略歴
- 1926年6月 - 愛知県豊橋市に生まれる。
- 1947年3月 - 秋田鉱山専門学校採鉱学科卒業。
- 1947年10月 - 豊橋桜ケ丘高等女学校（現在の桜丘高等学校）教諭。
- 1952年4月 - 愛知大学文学部社会学科3年次編入学。
- 1954年4月 - 愛知大学文学部副手。
- 1956年4月 - 愛知大学文学部助手。
- 1959年4月 - 愛知大学短期大学部専任講師。
- 1960年4月 - 愛知大学文学部専任講師。
- 1962年4月 - 愛知大学文学部助教授。
- 1971年4月 - 愛知大学文学部教授。
- 1972年11月 - 愛知大学短期大学部長（- 1979年3月）。
- 1981年4月 - 愛知大学理事・文学部長（- 1985年3月）。
- 1981年9月 - 愛知大学国際交流委員長（- 1986年9月）。
- 1988年4月 - 愛知大学理事長・学長（- 1992年3月）。
- 1995年10月 - 北京第二外国語学院名誉教授。
- 1997年4月 - 愛知大学名誉教授。
- 2001年11月 - 勲三等旭日中綬章受章[4]。
- 2008年6月 - 愛知大学名誉役員。

## 所属学会
- 日本社会学会
- 関西社会学会
- 日本村落研究学会
- 地域社会学会
- 日中社会学会
- 日本協同組合学会
- 日本都市社会学会

## 著書

### 単著
- 『志摩漁村の構造』（1996年／名著出版）
- 『社会学と私の五〇年』（2002年／スクリーンプレイ）

### 編著
- （安藤慶一郎）『地域の社会学 - 東海地方の社会学的研究 - 』（1979年／税務経理協会）
- 『中国を訪ねる』（1984年／愛知大学友好訪中団）
- （安藤慶一郎、中田実）『東海社会論』（1986年／東信堂）
- 『志摩の漁村』（1995年／名著出版）
- 『豊川用水と渥美農村』（1997年／岩田書院）

### 共著
- （二宮哲雄、光川晴之、越智昇〔編〕）『社会学への招待』（1968年／誠信書房）
- （川越淳二、後藤和夫〔編〕）『村落 - その構造と系譜 - 』（1970年／川島書店）
- （愛知県開拓史研究会〔編〕）『愛知県開拓史』（1983年／愛知県）
- （九学会連合日本の沿岸文化調査委員会〔編〕）『日本の沿岸文化』（1989年／古今書院）
- （愛知大学綜合郷土研究所〔編〕）『渥美半島の文化史』（1993年／名著出版）
- （愛知大学綜合郷土研究所〔編〕）『地域研究を拓く』（1998年／岩田書院）